# چشم گربه (فیلم)
چشم گربه (ایتالیایی: Attenti al buffone) یک فیلم کمدی ایتالیایی به کارگردانی آلبرتو بویلاکوا است که در سال ۱۹۷۵ منتشر شد.

## بازیگران
- نینو مانفردی
- ماری‌آنجلا ملاتو
- ایلای والاک
- سرجو فیورنتینی
- انتسو کاناواله
- فرانسیسکو رابال
- لوچانو د آمبروزیس
- ماریو اسکاچا
- آدریانا اینوچنتی
- فرانکو اسکاندورا
- اتوره مانی
- اریکا بلانک
- کریستینا گایونی